# Suolisjärvi
Suolisjärvi är en sjö i Finland. Den ligger i kommunen Enare i landskapet Lappland, i den norra delen av landet, 1 000 km norr om huvudstaden Helsingfors. Suolisjärvi ligger 120,9 meter över havet. Arean är 19,42 kvadratkilometer och strandlinjen är 111,65 kilometer lång. Sjön  ingår i Pasvik älvs huvudavrinningsområde.   Den sträcker sig 8,9 kilometer i nord-sydlig riktning, och 8,5 kilometer i öst-västlig riktning.
I övrigt finns följande i Suolisjärvi:
- Isosaari (en ö)
- Kå'lläkk (en ö)